# Stictopleurus punctatonervosus
Stictopleurus punctatonervosus, auch Gewöhnliche Glasflügelwanze genannt, ist eine Wanze aus der Familie der Glasflügelwanzen (Rhopalidae).

## Merkmale
Stictopleurus punctatonervosus ist wie alle Arten der Tribus Rhopalini mittelgroß und länglich, anders als die meisten Arten der Tribus jedoch nur schwach behaart. Die Tiere erreichen eine Körperlänge von 7,0 bis 8,5 mm. Die Querwulst vorn auf dem Pronotum ist nicht erhaben, die Punktierung des Pronotums ist in diesem Bereich nicht unterbrochen. Die Querfurchen des Pronotums bilden zu den Außenkanten hin keine geschlossenen Ringe. Die Spitze des Schildchens (Scutellum) ist schmal gerundet. Der Körper ist graubraun bis schwarz, der Hinterleib (Abdomen) häufig grünlich. Die Fühlerglieder 1 bis 3 weisen eine schwarze Längslinie auf.

## Verbreitung und Lebensraum
Das paläarktische Verbreitungsgebiet dieser Wanze reicht von Europa nach Osten bis Sibirien und Zentralasien. In Europa erstreckt sich das Areal der Art in Nord-Süd-Richtung vom Süden Skandinaviens bis in den nördlichen Mittelmeerraum. Stictopleurus punctatonervosus ist in Deutschland südlich der Mittelgebirge und in Österreich häufig. Im nordwestdeutschen Tiefland fehlt sie weitgehend.
Die Art besiedelt trockene und warme, offene Habitate und ist häufig auf nährstoffreichen Brachen, auf Ruderalflächen und an Straßenrändern zu finden. Sie bewohnt hier die Krautschicht.

## Lebensweise
Stictopleurus punctatonervosus ist wie alle Glasflügelwanzen phytophag. Sie saugt an verschiedenen Korbblütlern (Asteraceae). Die Art überwintert als Imago und kann nach der Winterruhe etwa ab Ende April und bis Mitte oder Ende Oktober beobachtet werden. Im südlichen Mitteleuropa, z. B. in Süddeutschland, werden wahrscheinlich zwei Generationen pro Jahr gebildet.